# Kleding in Tibet

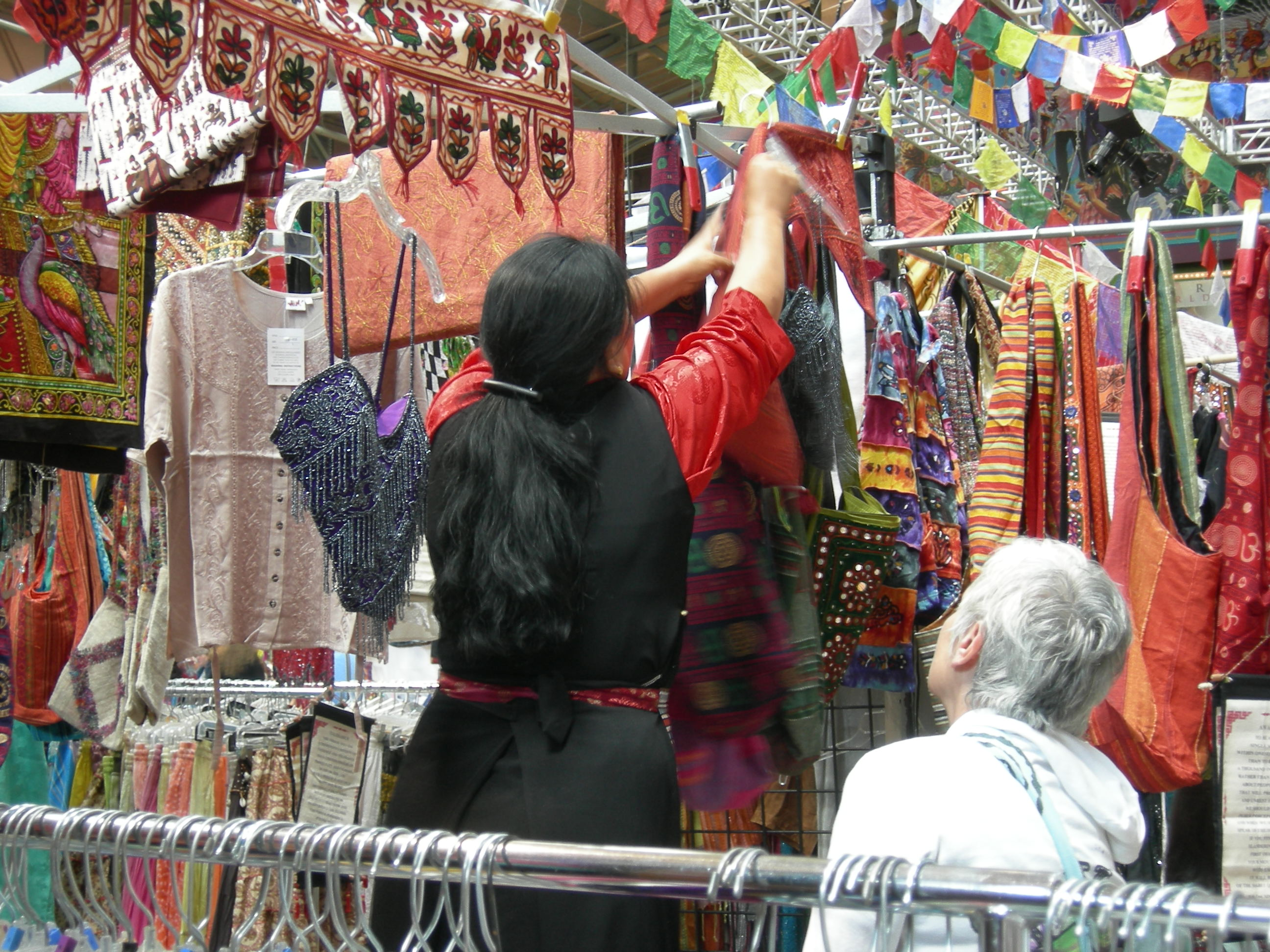
Kleding op een Tibetaanse markt in Seattle.

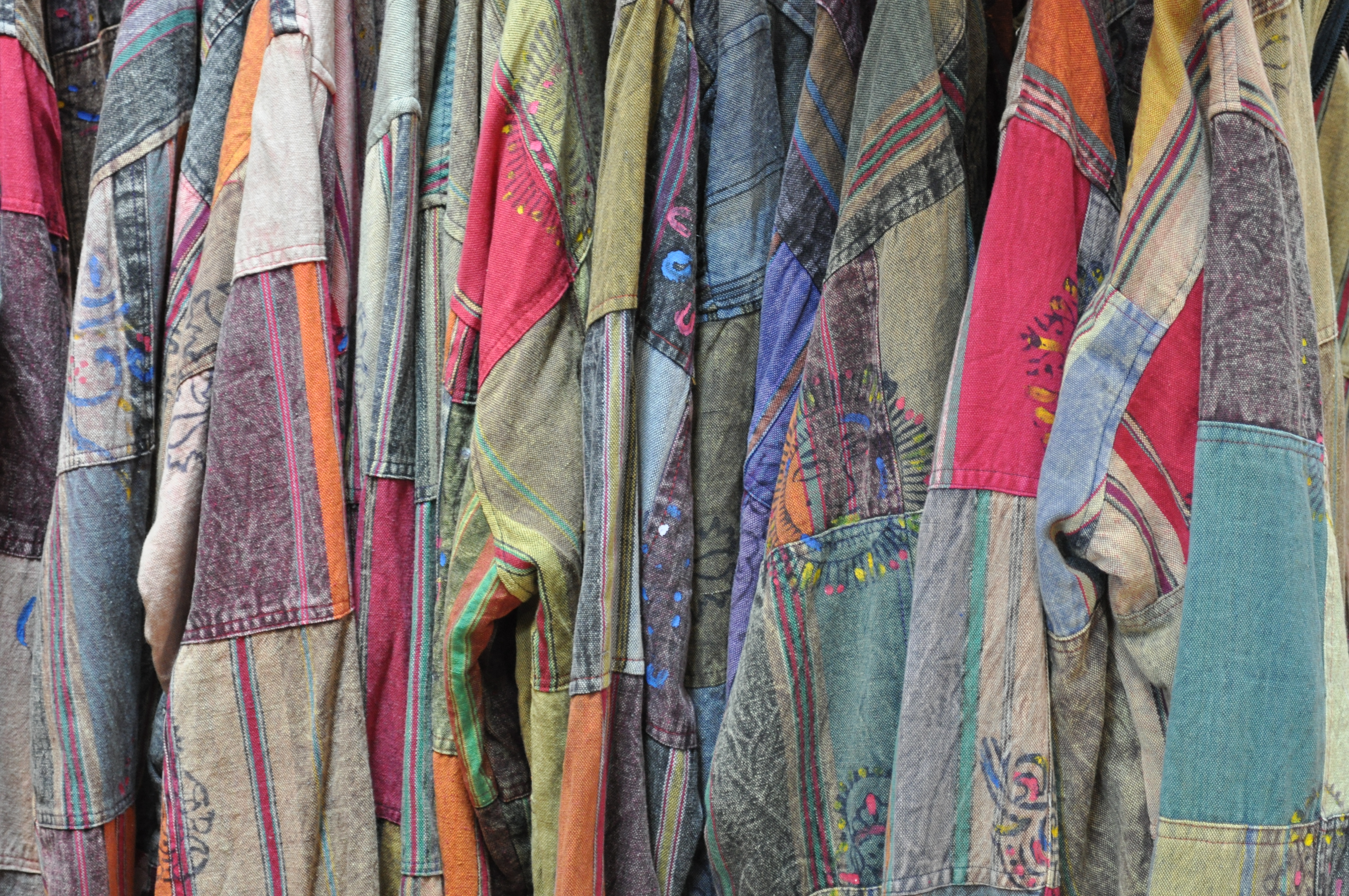
Tibetaans textiel.

De keuze voor kleding in Tibet is relatief conservatief. Hoewel er wel steeds meer wordt overgegaan op Westerse kleding, blijven Tibetanen in het algemeen aan hun oorspronkelijke kledingstijl vasthouden.
Vrouwen dragen donkere wikkeljurken over een blouse en een kleurige, gestreepte, geweven wollen schort, waarmee ze aangeven dat ze getrouwd zijn. Zowel mannen als vrouwen dragen lange mouwen, ook wanneer het warm is in de zomermaanden.
Een chuba is een lange schapenvacht van dikke Tibetaanse scheerwol, die wordt gedragen door de nomadische volken die op grote hoogte leven in het koude gebergte van het Tibetaans Hoogland.
Een Tibetaanse plaid of deken wordt eveneens gemaakt van zuivere scheerwol. De plaid is een traditionele vorm van toegepaste kunst en men treft hem veel aan in Tibet. Tibetanen gebruiken de plaids voor zeer veel verschillende huiselijke toepassingen, van jassen, wand- en vloerbedekking tot zadels.

## Khata-sjaal
Een khata is een traditionele, ceremoniële sjaal, die in Tibet wordt geschonken. De khata symboliseert goede wil, geluk en compassie. Hij is meestal gemaakt van zijde en de kleur wit symboliseert een puur hart van de gever.
Een khata is een veelzijdig geschenk. Het kan bijvoorbeeld tijdens feestelijke gebeurtenissen worden gegeven aan de gastheer of tijdens bruiloften, begrafenissen, geboortes, het slagen voor een studie, het bereiken van hogere positie in het Tibetaans boeddhisme of werk, bij aankomst en vertrek van gasten, enz. Tibetanen geven het in het algemeen als erkenning van tashi deleg (geluk) op het moment dat het geschonken wordt.

## Traditionele kleding
|  |  |